# Sport (magazyn literacki)
Sport – nowozelandzki magazyn literacki, redagowany od początków istnienia przez Fergusa Barrowmana i wydawany przez Victoria University Press.
Czasopismo założył w 1988 Fergus Barrowman, razem z Elizabeth Knox, Nigelem Cox i Damienem Wilkinsem oraz z pomocą Billa Manhire, Alana Prestona i Andrew Mason. Początkowo wydawany był dwa razy w roku, od listopada 2003 publikowane jest corocznie.
Sport jest czymś w rodzaju instytucji na nowozelandzkiej scenie literackiej, przetrwał okresowe problemy finansowe i uciążliwą drogę biurokracji w instytucjach finansujących. Ponad 200 nowych pisarzy, poetów i eseistów publikowało tu pierwszy raz swoje dzieła obok wielkich gwiazd jak Bill Manhire, Vincent O'Sullivan, Emily Perkins, czy Eleanor Catton.
Magazyn powstało z inicjatywy młodych twórców i od razu przyciągnął uwagę znakomitymi tekstami. Dziś mają na koncie wiele publikacji i prestiżowych nagród a sami zaliczają się do grona czołowych pisarzy Nowej Zelandii.

## Kontrowersje z finansowaniem przez Creative New Zealand
W 2013 Creative New Zealand (CNZ) – krajowa agencja rozwoju sztuki rządu Nowej Zelandii, ogłosiła, że roczny wniosek o dofinansowanie magazynu został odrzucony, ze względu na błędy formalne, kończąc tym samym długoletnie, trwające od 25 lat, wsparcie publikacji ostatnich 40 numerów. Komunikat wywołał sprzeciw wielu znanych pisarzy nowozelandzkich, takich jak Eleanor Catton czy Emily Perkins. Odbił się szerokim echem w nowozelandzkich mediach.
Fergus Barrowman nie krył swojego rozczarowania uważając, że wieloletni wkład magazynu Sport, w rozwój kultury i sztuki Nowej Zelandii zasługuje na wsparcie rządowej agencji, której celem jest właśnie promowanie tej dziedziny w kraju i za granicą.
Pomimo wycofania się CNZ z finansowania, Victoria University Press wydała kolejny numer Sport 42 w marcu 2014.